# کوروس (تانزانیا)
کوروس یک بخش اداری در شهرستان کاراتو از توابع استان آروشا در کشور تانزانیا است. بر پایه نتایج سرشماری عمومی نفوس و مسکن که در سال ۲۰۰۲ توسط دولت تانزانیا انجام شد جمعیت این بخش بالغ بر ۱۴۹۷۳ نفر اعلام شده‌است.
بخش کوروس از چهار روستا تشکیل شده که به نامهای گونگالی ، باشای ، گندا و کوروس می باشند .